# Deep Purple in Rock
| 평가 점수                        | 평가 점수 |
| 출처                             | 점수      |
| -------------------------------- | --------- |
| AllMusic                         | [ 5 ]     |
| Collector's Guide to Heavy Metal | 10/10     |
| Disc and Music Echo              | 4/별      |
| Encyclopedia of Popular Music    | [ 7 ]     |

《Deep Purple in Rock》은 영국의 록 밴드 딥 퍼플의 네 번째 스튜디오 음반으로, 1970년 6월 5일에 발매되었다. 이 음반은 리치 블랙모어, 이언 길런, 로저 글로버, 존 로드, 이언 페이스로 구성된 마크 II 라인업이 처음으로 녹음한 스튜디오 음반이다.
《Deep Purple in Rock》의 작업은 1969년 6월, 길런과 글로버가 밴드에 합류한 직후 한웰 커뮤니티 센터에서의 리허설을 통해 시작되었다. 이 음반의 음악은 밴드의 라이브 공연을 정확히 반영할 수 있도록 크고 무거운 사운드를 지향하였다. 녹음은 런던 곳곳의 여러 스튜디오에서 광범위한 투어 활동 사이에 이루어졌으며, 그 과정에서 곡과 편곡이 다듬어졌다.
《Deep Purple in Rock》은 유럽에서 밴드의 돌파구가 된 음반으로, 영국 음반 차트에서 4위까지 올랐으며 1년 넘게 차트에 머물렀다. 반면 미국에서는 이전의 마크 I 시절 음반들보다 성과가 저조하였다. 이 음반과 함께 발매된 싱글 〈Black Night〉은 영국 차트 2위에 오르며 밴드의 영국 내 최고 순위 싱글이 되었다. 《Deep Purple in Rock》은 이후에도 하드 록과 헤비 메탈 장르의 초기 대표작으로 비평가들의 찬사를 받아왔다.

## 배경
1969년 중반까지 딥 퍼플은 세 장의 음반을 녹음했고 미국에서 상업적인 성공을 거두었으나, 음악적 방향성의 부재로 어려움을 겪고 있었다. 밴드는 숙련된 연주자들로 구성되어 있었지만, 원년 멤버 중에 뛰어난 작곡가는 없었으며, 초기 작품들은 리치 블랙모어의 기타 리프를 중심으로 한 사이키델릭 하드 록, 키보디스트 존 로드가 작곡과 편곡한 클래식 영향의 곡들, 그리고 비틀즈, 조 사우스, 닐 다이아몬드, 도노반 등의 커버 곡들에 이르기까지 다양한 스타일을 넘나들었다.
1970년 5월의 미국 투어 이후, 블랙모어, 로드, 그리고 드러머 이언 페이스는 기존 보컬리스트 로드 에번스를 하드 록 스타일을 소화할 수 있는 인물로 교체하기로 결정했다. 당시 딥 퍼플은 영국에서 하비스트 레코드와 계약을 맺은 상황이었는데, 이 레이블은 프로그레시브 및 언더그라운드 밴드들을 대표하려는 성격을 띠고 있었지만, 레이블 소유주 맬컴 존스는 딥 퍼플이 지나치게 눈속임에 의존하며 미국 시장에만 어필한다고 평가했다. 이러한 상황에서 로드와 블랙모어는 투어 중 페이스와 함께 멤버 교체에 대해 논의했으며, 블랙모어는 레드 제플린의 데뷔 음반을 듣고 나서 "진짜로 무겁게 한 번 해보고 싶다"고 말했다. 이후 블랙모어는 이전에 함께 활동했던 드러머 믹 언더우드에게 적합한 보컬리스트가 있는지 물었고, 언더우드는 자신이 속한 에피소드 식스의 밴드메이트 이언 길런을 추천했다. 블랙모어, 로드, 페이스는 6월 4일, 우드퍼드 그린에서 열린 에피소드 식스의 공연을 찾아갔고, 블랙모어가 무대에서 밴드와 함께 연주한 뒤, 세 사람은 길런에게 딥 퍼플의 보컬리스트 자리를 제안했다.
길런과 에피소드 식스의 베이시스트 로저 글로버는 친구 사이였으며, 작곡 파트너십을 맺고 있었다. 그러나 글로버는 에피소드 식스를 떠나는 것을 원치 않았고, 이에 길런은 타협안으로 글로버가 딥 퍼플의 작곡 작업을 도와줄 수 있다고 제안했다. 6월 7일, 길런과 글로버는 딥 퍼플의 차기 싱글 〈Hallelujah〉의 녹음 세션에 초대되었고, 이때 글로버는 세션 음악가 자격으로 참여했다. 녹음 이후, 글로버는 생각을 바꿔 정식으로 밴드에 합류하기로 결정했다.
밴드는 처음에는 기존 보컬리스트 에번스와 오리지널 베이시스트 닉 심퍼에게 알리지 않은 채 비밀리에 만나 곡 아이디어를 발전시켰다. 이는 오리지널 라인업이 여전히 《The Book of Taliesyn》 음반을 홍보하기 위한 투어 일정을 갖고 있었기 때문이며, 해당 음반은 1968년 10월, 미국 발매 이후 몇 개월이 지나서야 하비스트를 통해 영국에서 발매되었다. 한편, 에피소드 식스의 매니지먼트 측은 길런과 글로버가 밴드를 떠나는 것을 원치 않았고, 딥 퍼플 측에 보상을 요구하기도 했다. 그러나 몇 주 후, 에번스와 심퍼는 자신들이 해고당했음을 알게 되었고, 특히 새로운 라인업으로 녹음을 진행한 방식에 실망감을 드러냈다. 이후 언더우드는 자신이 심퍼의 해고로 이어질 줄 몰랐다며 길런을 딥 퍼플에 추천한 것을 후회했다고 밝혔다. 에번스와 심퍼가 참여한 마지막 공연은 7월 4일이었고, 새로운 라인업은 7월 10일, 런던 스피크이지 클럽에서 첫 공연을 가졌다. 한편, 길런과 글로버는 에피소드 식스에서 몇 차례 공연을 더 진행했으며, 최종 공연은 7월 26일에 열렸다. 이후 에피소드 식스에는 존 구스타프슨이 보컬과 베이스를 맡아 새 멤버로 합류했다.
이 음반은 딥 퍼플이 직접 프로듀싱한 첫 번째 작품으로, 녹음 당시에는 엔지니어들의 역할이 특히 두드러졌으며, 마틴 버치가 라이브 사운드를 스튜디오에서 그대로 녹음 테이프에 담아내는 데 주력했다. 《Concerto for Group and Orchestra》에 대한 반작용으로 붙여진 제목은 딥 퍼플이 본질적으로 록 밴드임을 강조하려는 의도를 담고 있다. 음반 커버는 밴드의 매니지먼트 팀이 디자인했으며, 미국 대통령들의 얼굴이 새겨진 러시모어산에 밴드 멤버들의 얼굴 사진을 합성해 배치한 모습이다.

## 발매
음반과 싱글 〈Black Night〉은 모두 1970년 6월 5일에 발매되었다. 《Deep Purple in Rock》은 영국에서 4위에 올랐으며, 후속 음반 《Fireball》이 준비될 때까지 그해와 다음 해에 걸쳐 음반 차트에 머물렀다. 초반 발매에는 전체 가사가 실린 게이트폴드 슬리브와 밴드의 흑백 사진 세트가 포함되어 있었다.
이 음반의 미국 발매반에서는 1분 조금 넘는 길이의 〈Speed King〉 인트로가 잘려 있었다. 이 편집본은 워너 브라더스 레코드의 일반 미국판에서는 계속 유지되었지만, 25주년 기념 패키지에서는 원래 길이로 복원되었다. 1982년에는 원래의 게이트폴드 슬리브를 대체한 단일 슬리브 LP로 재발매되었으며, 멕시코 발매반에는 〈Black Night〉이 트랙 목록에 추가되었다.
《Deep Purple in Rock》의 차트 성공은 딥 퍼플의 인지도를 크게 높였다. 10월, 영국 투어 중 《멜로디 메이커》는 밴드의 공연이 점점 더 열광적인 관객을 끌어모으고 있다며 "퍼플 매니아" 특집을 실었다. 밴드는 연말까지 스칸디나비아와 독일을 투어했다. 독일 뤼덴샤이트에서 열린 공연에서는 리치 블랙모어가 병으로 인해 무대에 오르지 못했고, 이에 격분한 팬들이 폭동을 일으켜 2,000파운드 상당의 장비를 파손했다.

## 곡 목록
모든 곡들은 리치 블랙모어, 이언 길런, 로저 글로버, 존 로드 그리고 이언 페이스에 의해 작사/작곡하였다.
| #  | 제목              | 재생 시간 |
| -- | ----------------- | --------- |
| 1. | 〈Speed King〉    | 5:54      |
| 2. | 〈Bloodsucker〉   | 4:16      |
| 3. | 〈Child in Time〉 | 10:20     |

| #  | 제목                  | 재생 시간 |
| -- | --------------------- | --------- |
| 4. | 〈Flight of the Rat〉 | 7:57      |
| 5. | 〈Into the Fire〉     | 3:30      |
| 6. | 〈Living Wreck〉      | 4:34      |
| 7. | 〈Hard Lovin' Man〉   | 7:11      |

## 구성
- 이언 길런 : 보컬
- 리치 블랙모어 : 기타
- 로저 글로버 : 베이스 기타
- 존 로드 : 오르간
- 이언 페이스 : 드럼

## 인증
| 국가                                                                                         | 인증 | 판매량/출하량 |
| -------------------------------------------------------------------------------------------- | ---- | ------------- |
| 덴마크 (IFPI Danmark)                                                                        | 골드 | 25,000        |
| 프랑스 (SNEP)                                                                                | 골드 | 100,000*      |
| 독일 (BVMI)                                                                                  | 골드 | 250,000^      |
| 이탈리아 (FIMI)                                                                              | 골드 | 25,000        |
| 네덜란드 (NVPI)                                                                              | 골드 | 50,000^       |
| 스웨덴                                                                                       | —    | 25,000        |
| 영국 (BPI) original release                                                                  | 골드 | 100,000^      |
| 영국 (BPI) sales since 1995                                                                  | 골드 | 100,000*      |
| 미국 (RIAA)                                                                                  | 골드 | 500,000^      |
| *판매량을 기반으로 한 인증 · ^출하량을 기반으로 한 인증 · 판매량+스트리밍을 기반으로 한 인증 |      |               |